# Cozistra
Cozistra là một chi bướm đêm thuộc họ Geometridae.